# Марина Сера (Лече)
Марина Сера (итал. Marina Serra) је насеље у Италији у округу Лече, региону Апулија.
Према процени из 2011. у насељу је живело 28 становника. Насеље се налази на надморској висини од 61 м.